# Kurtuluş, Cizre
Kurtuluş là một xã thuộc huyện Cizre, tỉnh Şırnak, Thổ Nhĩ Kỳ. Dân số thời điểm năm 2011 là 750 người.